# Кубок Данії з футболу 2013—2014
Кубок Данії з футболу 2013–2014 — 60-й розіграш кубкового футбольного турніру в Данії. Титул втретє здобув Ольборг.

## Календар
| Раунд        | Дата                                | Матчі | Клуби    |
| ------------ | ----------------------------------- | ----- | -------- |
| Перший раунд | 28 липня - 21 серпня 2013           | 48    | 108 → 60 |
| Другий раунд | 27 серпня - 11 вересня 2013         | 28    | 60 → 32  |
| Третій раунд | 24 вересня - 9 жовтня 2013          | 16    | 32 → 16  |
| 1/8 фіналу   | 29 жовтня - 6 листопада 2013        | 8     | 16 → 8   |
| Чвертьфінали | 18 листопада 2013 - 15 березня 2014 | 4     | 8 → 4    |
| Півфінали    | 26/27 березня - 9/10 квітня 2014    | 4     | 4 → 2    |
| Фінал        | 15 травня 2014                      | 1     | 2 → 1    |

## Третій раунд
| Команда 1            | Рахунок      | Команда 2          |
| -------------------- | ------------ | ------------------ |
| 24 вересня 2013      |              |                    |
| ГБ Кеге (2)          | 1:2          | Ольборг            |
| 25 вересня 2013      |              |                    |
| Несбі (3)            | 0:2          | Норшелланн         |
| Дьюрсланд (3)        | 2:4          | Мідтьюлланн        |
| Свендборг (3)        | 0:2          | Оденсе             |
| Браммінг (5)         | 1:3          | Сюдвест (3)        |
| Нествед (3)          | 3:5 дч       | Вайле Болдклуб (2) |
| Нюкебінг (3)         | 0:2          | Хобро (2)          |
| Бреншей (3)          | 1:3          | Орхус              |
| Фредерісія (2)       | 1:1 пен. 4:2 | Сеннер'юск         |
| Нордвест (3)         | 3:0          | Гельсінгер (3)     |
| Відовре (2)          | 2:4          | Копенгаген         |
| 26 вересня 2013      |              |                    |
| Ольборг Канг (5)     | 1:7          | Есб'єрг            |
| Горсенс (2)          | 1:0          | Раннерс            |
| 1 жовтня 2013        |              |                    |
| Скйольд Біркерод (3) | 1:2          | Вестшелланн        |
| 2 жовтня 2013        |              |                    |
| Люнгбю (2)           | 1:0          | Віборг             |
| 9 жовтня 2013        |              |                    |
| Болдклуббен 1893 (3) | 2:1          | Свеболле (3)       |

## 1/8 фіналу
| Команда 1            | Рахунок | Команда 2      |
| -------------------- | ------- | -------------- |
| 29 жовтня 2013       |         |                |
| Хобро (2)            | 1:0 дч  | Фредерісія (2) |
| Вайле Болдклуб (2)   | 2:1     | Вестшелланн    |
| 30 жовтня 2013       |         |                |
| Сюдвест (3)          | 1:3     | Ольборг        |
| Норшелланн           | 3:1     | Мідтьюлланн    |
| Нордвест (3)         | 0:4     | Горсенс (2)    |
| Копенгаген           | 4:3     | Оденсе         |
| 31 жовтня 2013       |         |                |
| Люнгбю (2)           | 3:0     | Есб'єрг        |
| 6 листопада 2013     |         |                |
| Болдклуббен 1893 (3) | 0:2     | Орхус          |

## 1/4 фіналу
| Команда 1         | Рахунок | Команда 2          |
| ----------------- | ------- | ------------------ |
| 18 листопада 2013 |         |                    |
| Хобро (2)         | 1:3     | Норшелланн         |
| 4 грудня 2013     |         |                    |
| Люнгбю (2)        | 1:2     | Копенгаген         |
| 26 лютого 2014    |         |                    |
| Орхус             | 1:4     | Ольборг            |
| 15 березня 2014   |         |                    |
| Горсенс (2)       | 5:0     | Вайле Болдклуб (2) |

## Півфінали
| Команда 1                 | Заг. | Команда 2  | 1-й матч | 2-й матч |
| ------------------------- | ---- | ---------- | -------- | -------- |
| 26 березня/10 квітня 2014 |      |            |          |          |
| Копенгаген                | 2:1  | Норшелланн | 1:0      | 1:1      |
| 27 березня/9 квітня 2014  |      |            |          |          |
| Горсенс (2)               | 2:5  | Ольборг    | 1:3      | 1:2      |

## Фінал
| 15 травня 2014 21:00 (EEST) |

| Ольборг                                      | 4:2      | Копенгаген                 |
| -------------------------------------------- | -------- | -------------------------- |
| Теландер 41', 44' Альман 72' Фредеріксен 75' | Протокол | Корнеліус 18' Гісласон 89' |

| Паркен, Копенгаген Глядачів: 27 380 Арбітр: Якоб Кеглет |